# Autocesta A5
Autocesta A5 ("Slavonska autocesta" ili "Slavonika"), autocesta je na istoku Hrvatske, u Slavoniji, te je dio europskog pravca E73.

## Povijest
Dana 9. studenog 2007. svečano je puštena u redovni promet prva dionica od odmorišta Sredanci do Đakova, dva mjeseca prije planiranog dovršetka.
Dionica od Đakova do Osijeka otvorena je 17. travnja 2009. godine.
Tijekom 2012. godine počela je izgradnja mosta preko Drave, zapadno od Osijeka. Iako je most završen 2016. godine, za promet je otvoren tek završetkom dionice od Osijeka do Belog Manastira 2022. godine.
2. ožujka 2015. otvorena je nova dionica od čvora Sredanci do čvora Svilaj, duljine 3,2 km. Iako je autocesta izgrađena do same granice s BIH, te ima i granični prijelaz, još nije bila otvorena jer most Svilaj nije bio završen. Iako je most Svilaj završen u srpnju 2020., autocesta i dalje nije bila otvorena jer BIH nije dotada dovršila granični prijelaz, a on je završen 2021. Dionica od Svilaja do granice s BIH je službeno otvorena 30. rujna 2021.
Dionica od čvora Osijek do  čvora Beli Manastir otvorena je u prosincu 2022. godine.

## Budućnost
Zbog svog položaja, izravnog križanja s autocestom A3, te najbrže poveznice Mađarske i Bosne i Hercegovine, odnosno sjeveroistočne Europe s Jadranskim morem, ovo je vrlo perspektivna prometnica. Također, bitno skraćuje put iz istočne Hrvatske prema Jadranskom moru, spajajući Hrvatsku preko susjedne države. U trenutnom stanju, može se promatrati kao produžena ruka autoceste A3, dok će u svom punom profilu spajati mađarsku autocestu M6 i bosansko-hercegovačku A1.
Autocesta A5 u potpunosti bi trebala biti dovršena do 2024. godine, kada posljednja dionica, od Belog Manastira do granice s Mađarskom, bude otvorena.

## Objekti na autocesti
| Naziv objekta                                                          | Vrsta objekta      | Otvorenje                    | Duljina | Slika |
| ---------------------------------------------------------------------- | ------------------ | ---------------------------- | ------- | ----- |
| granični prijelaz Branjin Vrh                                          | granični prijelaz  | predviđeno za listopad 2025. | -       |       |
| nadvožnjak Karašica                                                    | nadvožnjak         | predviđeno za listopad 2025. | 294 m   |       |
| čvor Beli Manastir                                                     | čvor               | 2.12.2022.                   | -       |       |
| naplatna postaja Sudaraž                                               | naplatna postaja   | 2.12.2022.                   | -       |       |
| most Halasica                                                          | most               | 2.12.2022.                   | 725 m   |       |
| most 3. gardijske brigade Kune                                         | most               | 2.12.2022.                   | 2485 m  |       |
| nadvožnjak Josipovac                                                   | nadvožnjak         | 2.12.2022.                   | 310 m   | -     |
| čvor Osijek                                                            | čvor               | 17.4.2009.                   | -       |       |
| čvor Čepin                                                             | čvor               | 17.4.2009.                   | -       |       |
| odmorište Beketinci                                                    | odmorište          | 17.4.2009.                   | -       |       |
| odmorište Strossmayerovac                                              | odmorište          | 17.4.2009.                   | -       |       |
| vijadukt Drenovica                                                     | vijadukt           | 17.4.2009.                   | 101 m   |       |
| vijaduk Jošava                                                         | vijadukt           | 17.4.2009.                   | 266 m   |       |
| most Topolina                                                          | most               | 17.4.2009.                   | 131 m   |       |
| most Hrastinka                                                         | most               | 17.4.2009.                   | 176 m   |       |
| čvor Đakovo                                                            | čvor               | 9.11.2007.                   | -       |       |
| odmorište Ivandvor                                                     | odmorište          | 9.11.2007.                   | -       |       |
| most preko zapadnog lateralnog kanala                                  | most               | 9.11.2007.                   | 133 m   |       |
| nadvožnjak preko želj. pruge Zagreb – Vinkovci                         | nadvožnjak         | 9.11.2007.                   | 673 m   |       |
| odmorište Andrijevci                                                   | odmorište          | 9.11.2007.                   | -       |       |
| čvor Sredanci                                                          | čvor               | 9.11.2007.                   | -       |       |
| naplatna postaja Svilaj                                                | naplatna postaja   | 2.3.2015.                    | -       |       |
| čvor Svilaj                                                            | čvor               | 2.3.2015.                    | -       |       |
| granični prijelaz Svilaj                                               | granični prijelaz  | 30.9.2021.                   | -       |       |
| međudržavni most Svilaj (na granici s BIH; pripada i BIH autocesti A1) | most (međudržavni) | 30.9.2021.                   | 640 m   |       |

Popis objekata napravljen po brošuri Autocesta A5 Beli Manastir - Osijek - Svilaj, dionica Osijek - Đakovo  Arhivirana inačica izvorne stranice od 12. kolovoza 2014. (Wayback Machine).

## Vanjske poveznice
- Autocesta A5 na stranicama Hrvatske udruge koncesionara za autoceste s naplatom cestarine  Arhivirana inačica izvorne stranice od 24. rujna 2015. (Wayback Machine)